# Восс, Нильс
Нильс Кнутсен Восс (норв. Nils Knutsen Voss; 22 февраля 1886, Саннес — 7 октября 1969, Саннес) — норвежский гимнаст, чемпион летних Олимпийских игр 1912 года в командном первенстве по произвольной системе.